# 布拉沃冰川

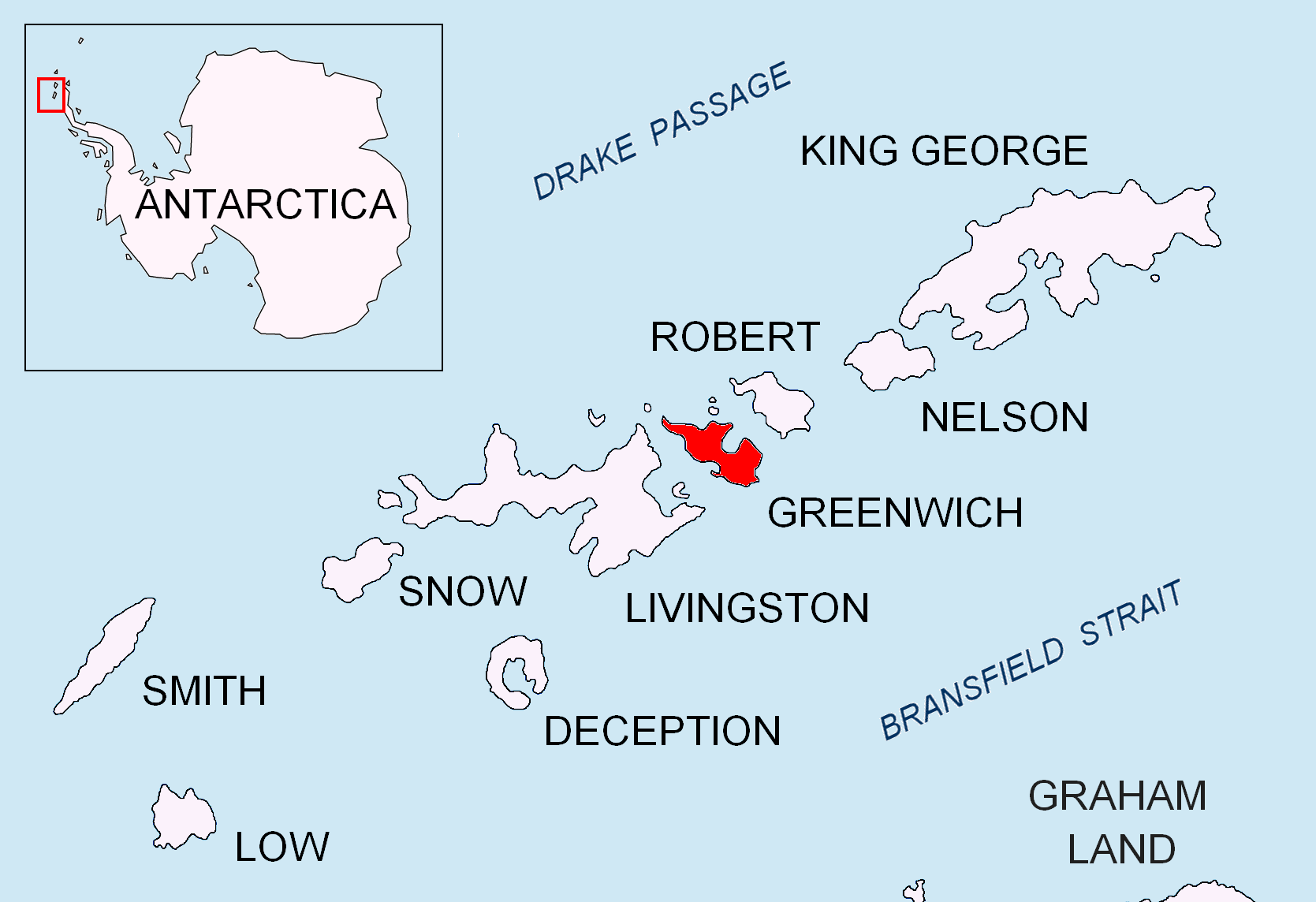

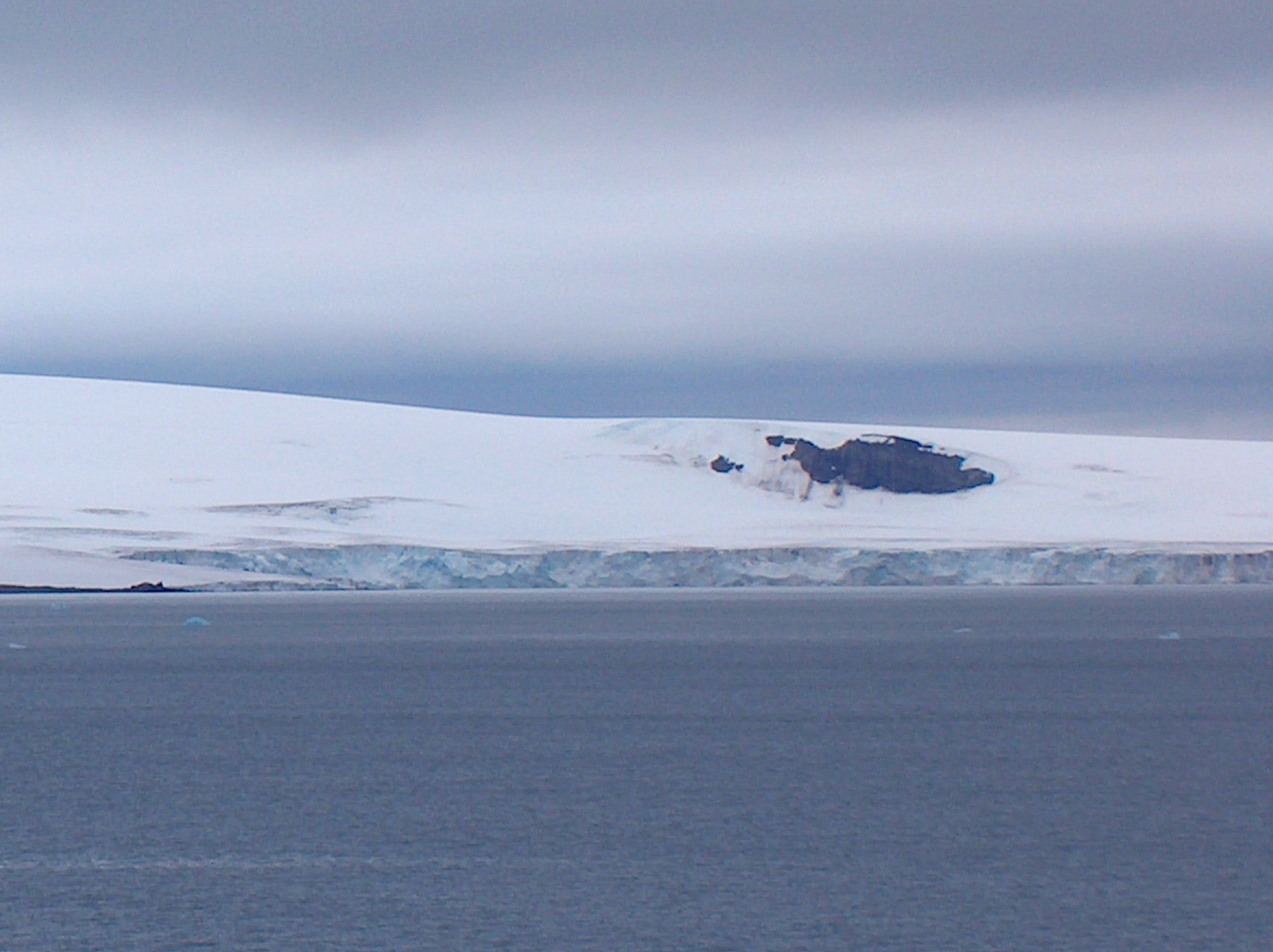

布拉沃冰川（英語：Bravo Glacier），是南極洲的冰川，位於南設得蘭群島的格林尼治島，流經德里亞諾沃高地南坡，最終注入肖普斯基灣，現時由南極條約體系管理。